# Ramón Díaz
Ramón Díaz (født 29. august 1959) er en tidligere argentinsk fodboldspiller.

## Argentinas fodboldlandshold
| Argentinas landshold | Argentinas landshold | Argentinas landshold |
| År                   | Kmp                  | Mål                  |
| -------------------- | -------------------- | -------------------- |
| 1979                 | 1                    | 1                    |
| 1980                 | 9                    | 4                    |
| 1981                 | 4                    | 1                    |
| 1982                 | 8                    | 4                    |
| Total                | 22                   | 10                   |